# Francesco Attaguile
Francesco Attaguile (Grammichele, 2 novembre 1945) è un politico italiano.

## Biografia
Avvocato, è nipote dell'ex Ministro Gioacchino Attaguile e cugino dell'ex deputato Angelo Attaguile.
È stato direttore, negli anni settanta e ottanta, degli sportelli unici dell'"Istituto per lo Sviluppo del Mezzogiorno", è stato anche presidente dell'"Istituto Superiore per Imprenditori e Dirigenti di Azienda" (ISIDA) e presidente regionale delle Confcooperative.
Eletto consigliere comunale dal 1970, è stato Sindaco di Catania per la Democrazia Cristiana, nel 1984-1985. Nel 1985 è il più votato al consiglio comunale catanese, ma non viene confermato sindaco. È vicesindaco nel 1988-1990 nella prima giunta Bianco e viene indagato insieme al sindaco e ad altri 4 componenti della giunta per l'istituzione della società mista "Agenzia per lo Sviluppo Economico e Occupazionale" (ASEOC), venendo assolto nel 1991. Divenuto consigliere provinciale, è arrestato nel maggio 1993, perché accusato di aver incassato contributi elettorali dall'imprenditore e compagno di scuola Giuseppe Costanzo, parente del Cavaliere del Lavoro Carmelo Costanzo, per l'appalto di tre scuole elementari, poi comunque mai realizzate, e anche qui fu assolto.
Lasciata la politica attiva, è nominato, come esterno, direttore della "Rappresentanza a Bruxelles della Regione Siciliana" e "Coordinatore delle Regioni Italiane per gli Affari Europei e Internazionali", dirigente generale del "Dipartimento Famiglia e Politiche Sociali" e di quello agli "Affari Europei e Internazionali (Extraregionali) della Regione Siciliana" durante le presidenze di Angelo Capodicasa, Vincenzo Leanza, Salvatore Cuffaro e Raffaele Lombardo, dal 1996 fino al 2012.
È stato il direttore, e dal 12 luglio 2019 è anche il Presidente, del primo "Gruppo Europeo di Cooperazione Territoriale" (GECT), istituto europeo di diritto pubblico, costituito nel 2010 a Taormina dalle principali Isole del Mediterraneo, dalle Baleari a Cipro, denominato "Archimed" (Arcipelago delle Isole Mediterranee).
È presidente di HUB-SiciliaInternazionale, organismo no profit costituito nel 2012. È presidente dell'ARCES, associazione riconosciuta come Collegio universitario di merito, che opera da alcuni decenni nell’alta formazione e progettualità europea e fa parte del Consiglio Direttivo della "Conferenza dei Collegi Universitari di Merito" italiani (CCUM).
Alle Elezioni europee del 2014 è candidato con Scelta Europea nella Circoscrizione Italia insulare, ma la lista non supera la soglia del 4% per ottenere seggi.
È stato candidato capolista alla Camera dei deputati nella Circoscrizione Sicilia Orientale alle elezioni politiche del 2018 per la lista "+Europa con Emma Bonino-Centro Democratico" che, non superando lo sbarramento, non ha ottenuto alcun seggio.
È responsabile per il Mezzogiorno del Centro Democratico e, dal 15 ottobre 2015, coordinatore politico del partito di Bruno Tabacci in Sicilia.
Nel 2023 aderisce a Popolari in Rete di Giuseppe De Mita diventandone coordinatore regionale in Sicilia.